# Le Don Quichotte
Pour les articles homonymes, voir Don Quichotte (homonymie).
Le Don Quichotte est un hebdomadaire satirique français qui est paru de 1874 à 1893. Créé par Charles Gilbert-Martin, qui en était rédacteur en chef et dessinateur unique, il défendait les idées républicaines.

## Historique

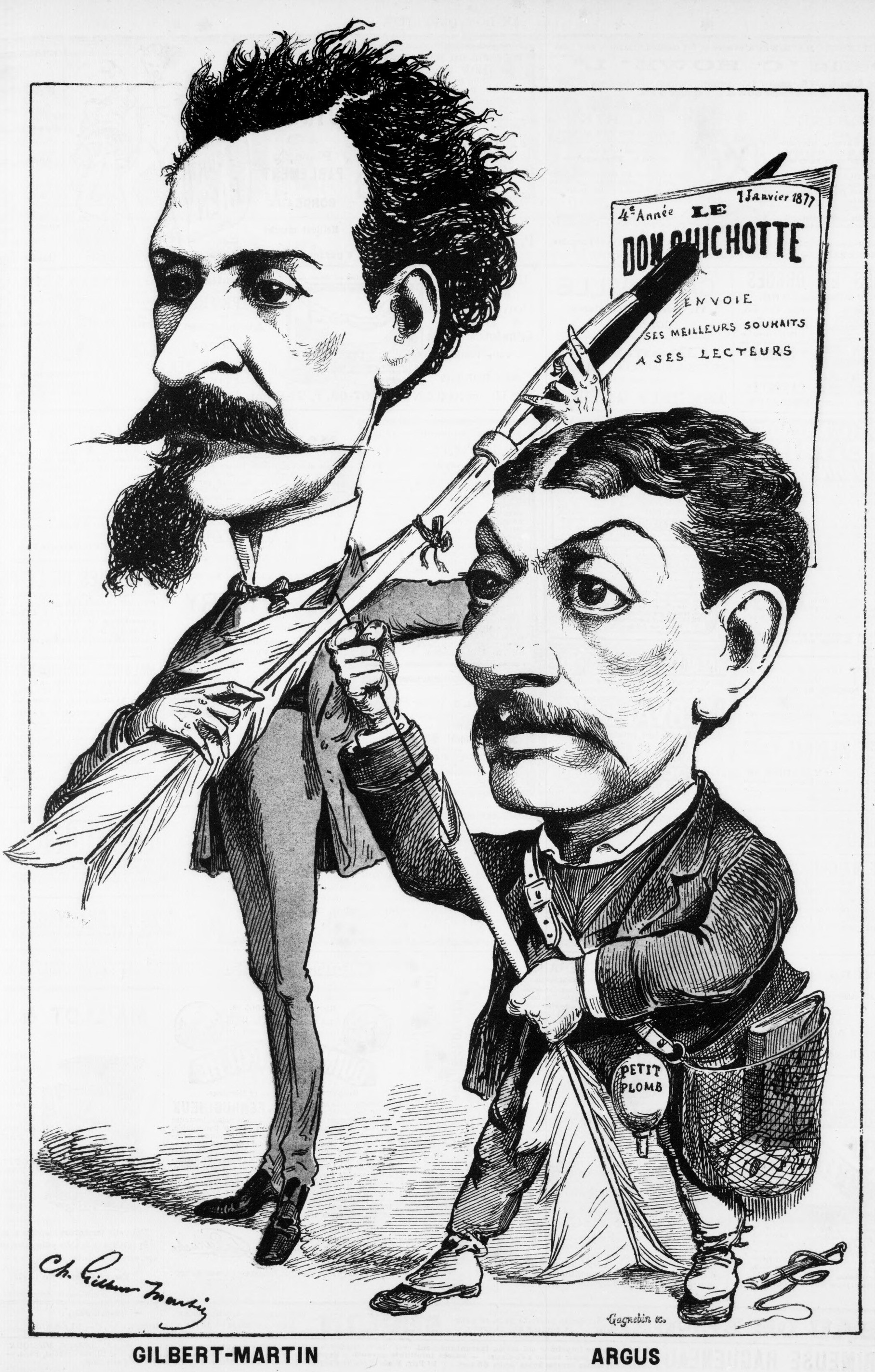
Caricatures, par Gilbert-Martin, de lui-même et de son collaborateur Argus, publiées dans le numéro du 6 janvier 1877.

Charles Gilbert-Martin commence une carrière de journaliste à Paris en 1862, il collabore à divers journaux et fréquente Léon Gambetta. Il fonde Le Philosophe en 1867 puis Les Grimaces Contemporaines en 1869, deux journaux satirique dont il réalise les caricatures et une partie des textes. La censure de Napoléon III empêche ces titres de prendre de l'ampleur.
Après la guerre franco-allemande de 1870 à laquelle il participe en combattant, il s'installe à Bordeaux et fonde Le Don Quichotte, hebdomadaire politico-satirique paraissant le vendredi. le premier numéro sort le 26 juin 1874. Ayant tenté une carrière politique sans succès, Gilbert-Martin quitte Bordeaux pour Paris en 1887 et continue la publication du Don Quichotte jusqu'en 1893. Après la fermeture du journal, Gilbert-Martin rejoint l'équipe de L'Aurore.

## Description
Le journal se présente sur quatre pages de grand format, 49 x 33,5 cm, il est vendu 15 centimes. La une est occupée par une gravure sur bois satirique dessinée par Charles Gilbert-Martin et signée de son nom. Rédacteur en chef, Gilbert-Martin est aussi le seul dessinateur, contrairement aux titres concurrents qui emploient divers caricaturistes. Les pages intérieures présentent plusieurs rubriques récurrentes, commentaire du dessin de une, historiettes, blagues, satire politique, chronique théâtrale, etc. signées Gilbert-Martin ou de pseudonymes du même. La dernière page montre des publicités commerciales au milieu desquelles se cache une fausse publicité humoristique. Après environ 20 ans d'existence, près de 1000 numéros sont parus et la présentation du journal est restée la même.

## Évènements liés au journal
- Le Don Quichotte ayant raillé le député bonapartiste local Ernest Dréolle, Gilbert-Martin doit affronter ce dernier le 27 novembre 1878, lors d'un duel au pistolet au Plessis-Piquet, les deux hommes repartent indemnes[1].
- À l'instar d'André Gill qui publie des mémoires en 1883[2], Gilbert-Martin rédige les siens qu'il fait paraître en 1885 puis dans Le Don Quichotte en mai et juin 1887[3].

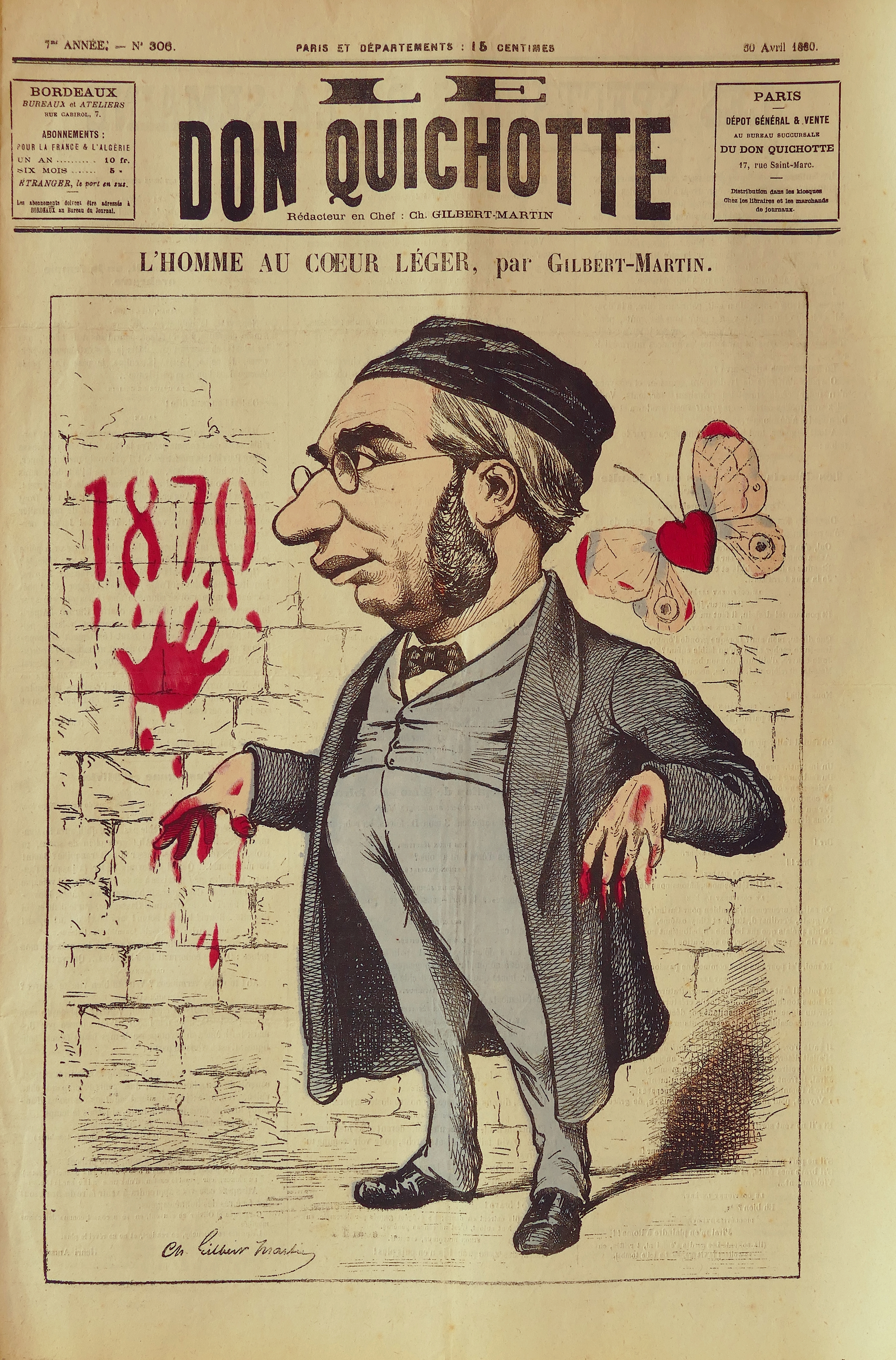
No 306 - 1880 : Émile Ollivier
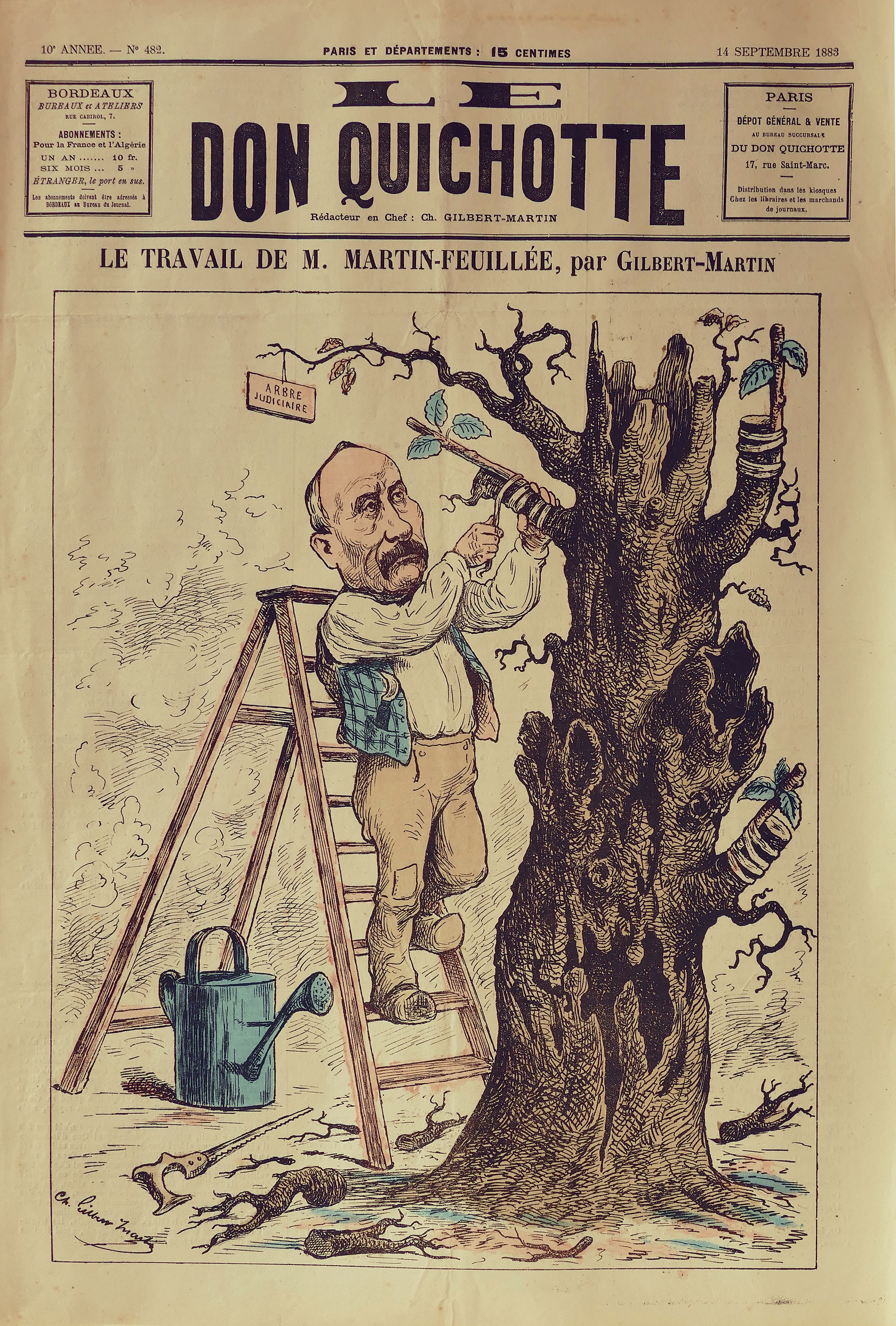
No 482 - 1883 : Félix Martin-Feuillée
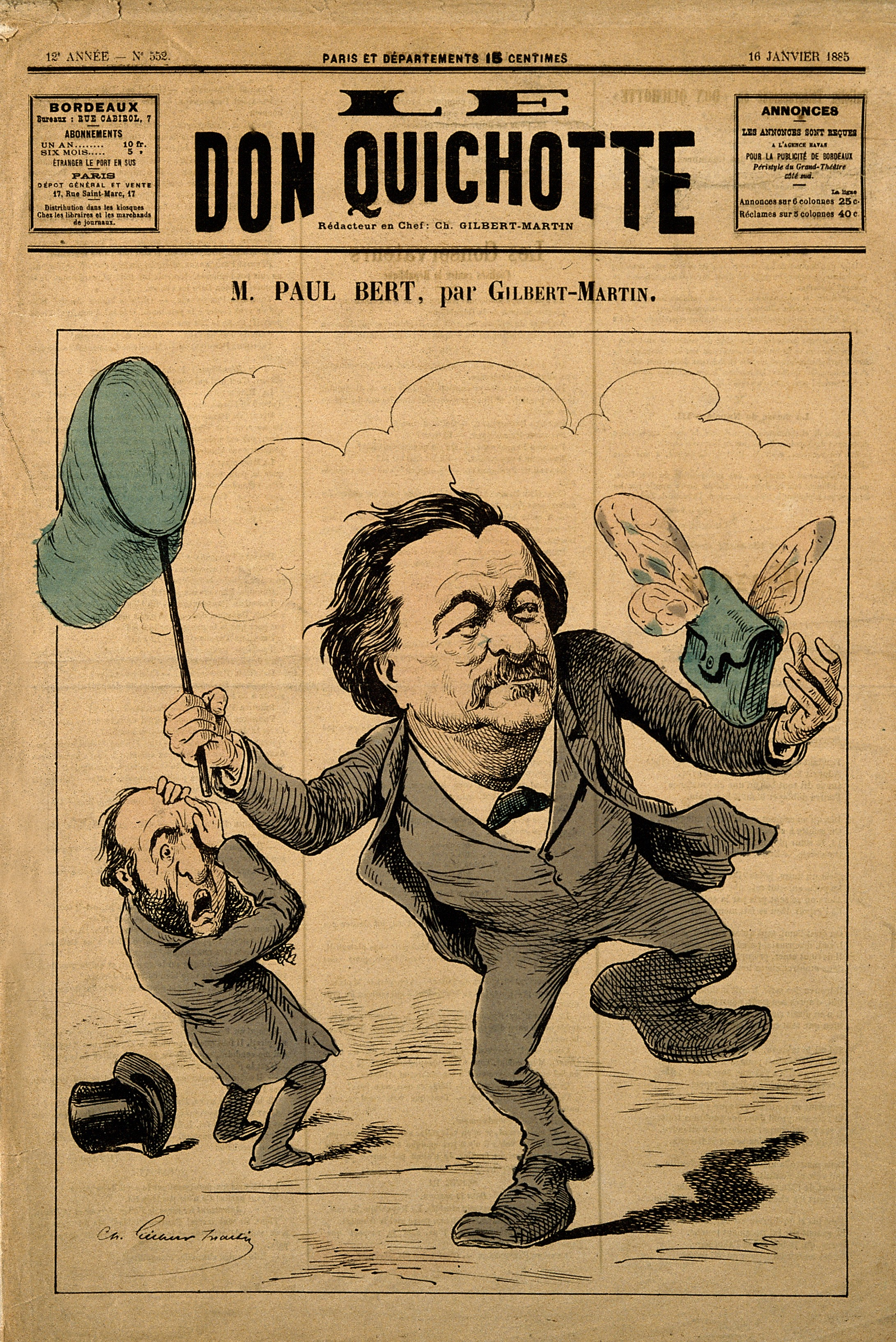
No 552 - 1885 : Paul Bert
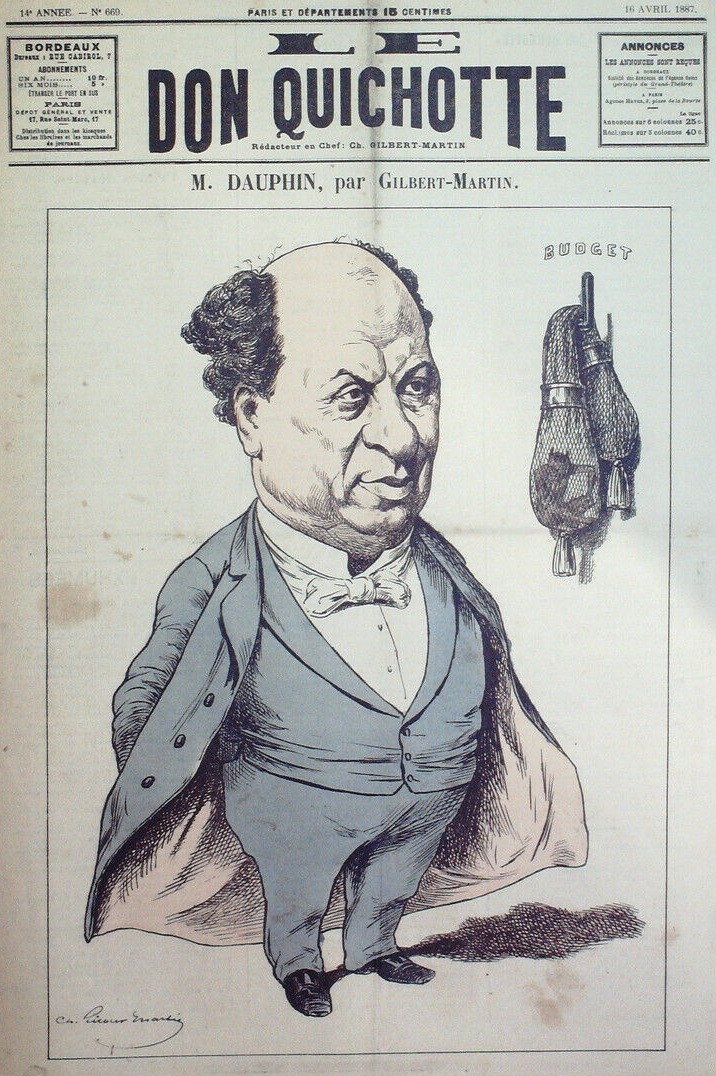
1887 : Albert Dauphin
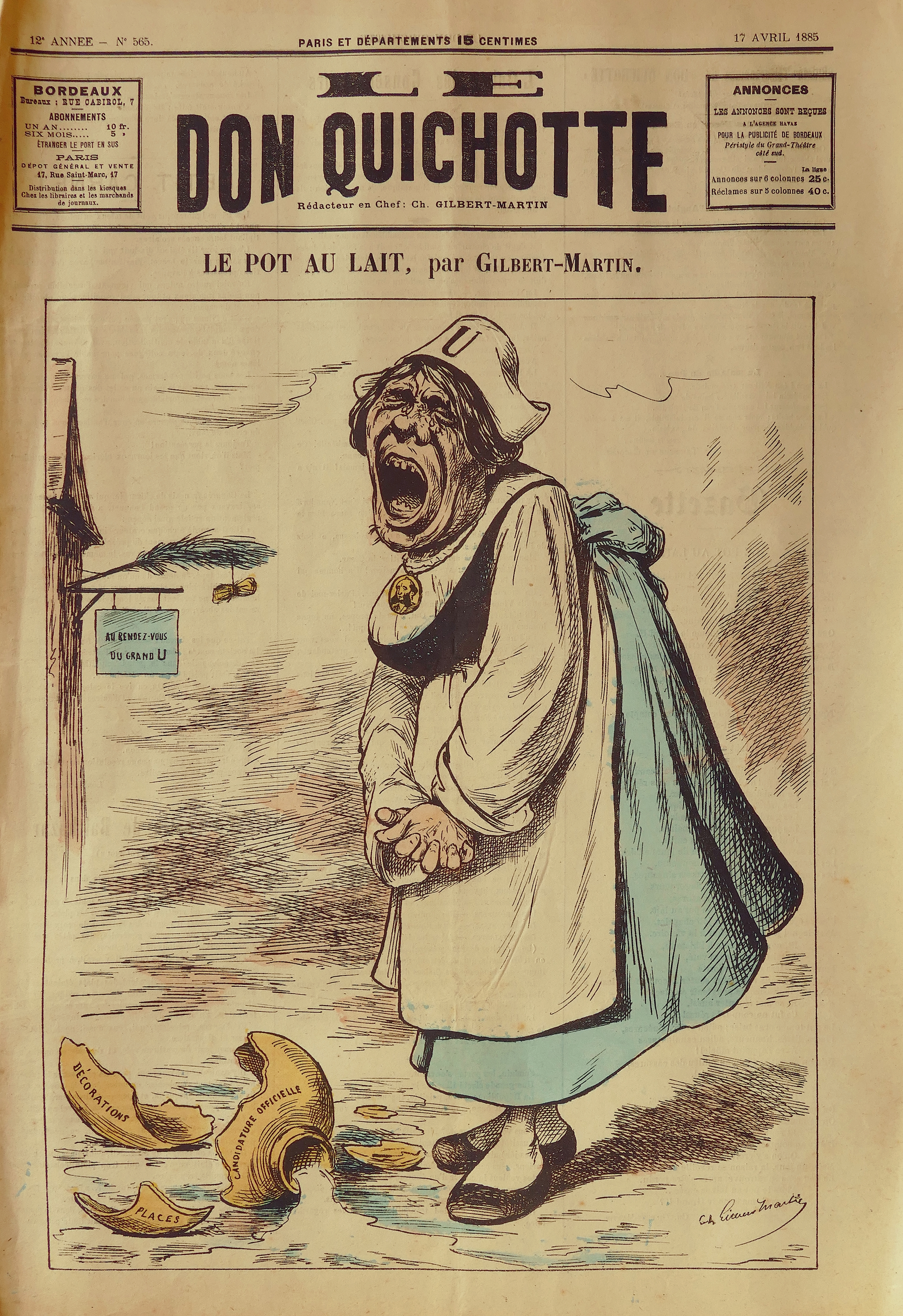
No 565, 1885 - Le Pot au lait (L'Union Républicaine)